# Kent Johansson
Kent Johansson (né le 13 avril 1956 à Katrineholm en Suède) est un joueur et un entraîneur professionnel suédois de hockey sur glace,.
Il est le frère de  Mikael Johansson.

## Biographie

### Carrière en club
Formé au Huddinge IK, il commence sa carrière avec la première équipe en 1975. Huddinge est une bonne équipe de Division 1 et est souvent en lice pour être promue en Elitserien. Souhaitant rester au club pour progresser, Johansson refuse plusieurs offres d’autres clubs. En 1982, il se décide pour rejoindre Djurgårdens IF en Elitserien et refuse l’offre du Hammarby IF. Il devient champion de Suède en 1983 puis rejoint le HC Lugano et le championnat de Suisse. Il gagne trois titres de champion consécutivement puis rentre en Suède en 1989 pour retrouver Djurgårdens et y gagner un nouveau titre de champion de Suède.
Il retourne ensuite à son club d’origine a Huddinge pour y terminer sa carrière en 1994.

### Carrière internationale
Il représente la Suède au niveau international et participe au Championnat du monde en 1983 et 1985.

### Carrière d’entraîneur
Johansson commence sa carrière d’entraîneur en 1994 à l’Huddinge IK. Entre 1995 et 2002, il est l’entraîneur du Södertälje SK (pendant une saison), du HC Bolzano, de l’IK Nyköpings Hockey et Djurgårdens IF. Dès 2002, il entraîne le Timrå IK avant de partir au HV 71 où il devient champion de Suède. En 2009, après avoir perdu en finale du championnat, il signe pour entraîner le HC Lugano mais y est remplacé en cours de saison par Philippe Bozon.
Après un passage par le Frölunda HC, il entraîne, depuis 2013, Örebro HK.

## Trophées et honneurs personnels

### Joueur
- Champion de Suède en 1983 et 1990 avec le Djurgårdens IF
- Champion de Suisse en 1986, 1987 et 1988 avec le HC Lugano

### Entraîneur
- Champion de Suède en 2008
- Entraîneur de l’année en Suède en 2008
- Vice-champion de Suède en 2009

## Statistiques

### En club
| Saison    | Équipe         | Ligue      |    | Saison régulière | Saison régulière | Saison régulière | Saison régulière | Saison régulière |   | Séries éliminatoires | Séries éliminatoires | Séries éliminatoires | Séries éliminatoires | Séries éliminatoires |
| Saison    | Équipe         | Ligue      | PJ | B                | A                | Pts              | Pun              | PJ               | B | A                    | Pts                  | Pun                  |                      |                      |
| 1975-1976 | Huddinge IK    | Division 1 | 22 | 14               | 23               | 37               | -                |                  |   |                      |                      |                      |                      |                      |
| 1977-1978 | Huddinge IK    | Division 1 | 27 | 31               | 10               | 41               | 28               |                  |   |                      |                      |                      |                      |                      |
| 1978-1979 | Huddinge IK    | Division 1 | 35 | 39               | 26               | 65               | 25               |                  |   |                      |                      |                      |                      |                      |
| 1979-1980 | Huddinge IK    | Division 1 | 32 | 30               | 20               | 50               | 21               |                  |   |                      |                      |                      |                      |                      |
| 1980-1981 | Huddinge IK    | Division 1 | 18 | 10               | 11               | 21               | 14               |                  |   |                      |                      |                      |                      |                      |
| 1981-1982 | Huddinge IK    | Division 1 | 36 | 33               | 33               | 66               | 20               |                  |   |                      |                      |                      |                      |                      |
| 1982-1983 | Djurgårdens IF | Elitserien | 36 | 20               | 17               | 37               | 18               | 8                | 1 | 3                    | 4                    | 6                    |                      |                      |
| 1983-1984 | HC Lugano      | LNA        | 39 | 31               | 28               | 59               | -                |                  |   |                      |                      |                      |                      |                      |
| 1984-1985 | HC Lugano      | LNA        | 38 | 57               | 25               | 82               | -                |                  |   |                      |                      |                      |                      |                      |
| 1985-1986 | HC Lugano      | LNA        | 35 | 40               | 39               | 79               | 34               | 4                | 9 | 4                    | 13                   | 2                    |                      |                      |
| 1986-1987 | HC Lugano      | LNA        | 35 | 33               | 45               | 78               | 37               | 6                | 7 | 5                    | 12                   | 0                    |                      |                      |
| 1987-1988 | HC Lugano      | LNA        | 35 | 32               | 45               | 77               | 37               | 7                | 8 | 9                    | 17                   | 4                    |                      |                      |
| 1988-1989 | HC Lugano      | LNA        | 30 | 26               | 33               | 59               | 18               | 10               | 7 | 9                    | 16                   | 4                    |                      |                      |
| 1989-1990 | Djurgårdens IF | Elitserien | 32 | 8                | 14               | 22               | 10               | 8                | 6 | 6                    | 12                   | 0                    |                      |                      |
| 1990-1991 | Huddinge IK    | Division 1 | 36 | 20               | 29               | 49               | 8                |                  |   |                      |                      |                      |                      |                      |
| 1991-1992 | Huddinge IK    | Division 1 | 30 | 13               | 26               | 39               | 16               |                  |   |                      |                      |                      |                      |                      |
| 1992-1993 | Huddinge IK    | Division 1 | 35 | 19               | 25               | 44               | 12               |                  |   |                      |                      |                      |                      |                      |
| 1993-1994 | Huddinge IK    | Division 1 | 37 | 9                | 15               | 24               | 14               |                  |   |                      |                      |                      |                      |                      |

### En équipe nationale
| Année | Compétition          |    | PJ | B | A | Pts | Pun             |  | Résultat |
| 1983  | Championnat du monde | 10 | 3  | 1 | 4 | 2   | Quatrième place |  |          |
| 1985  | Championnat du monde | 10 | 2  | 1 | 3 | 4   | Sixième place   |  |          |

## Sources
- (en) Cet article est partiellement ou en totalité issu de l’article de Wikipédia en anglais intitulé « Kent Johansson » (voir la liste des auteurs).